# Kansas City Kings 1980-1981
La stagione 1980-81 dei Kansas City Kings fu la 32ª nella NBA per la franchigia.
I Kansas City Kings arrivarono secondi nella Midwest Division della Western Conference con un record di 40-42. Nei play-off vinsero il primo turno con i Portland Trail Blazers (2-1), la semifinale di conference con i Phoenix Suns (4-3), perdendo la finale di conference con gli Houston Rockets (4-1).

## Roster
| N°    | Naz.                   | Ruolo | Sportivo        | Anno | Alt. | Peso |
| ----- | ---------------------- | ----- | --------------- | ---- | ---- | ---- |
| 1     | Stati Uniti (bandiera) | G     | Phil Ford       | 1956 | 188  | 79   |
| 4     | Stati Uniti (bandiera) | GA    | Frankie Sanders | 1957 | 198  | 91   |
| 10    | Stati Uniti (bandiera) | G     | Otis Birdsong   | 1955 | 191  | 86   |
| 11-12 | Stati Uniti (bandiera) | G     | Lloyd Walton    | 1953 | 183  | 73   |
| 12    | Stati Uniti (bandiera) | G     | Jo Jo White     | 1946 | 191  | 86   |
| 13    | Stati Uniti (bandiera) | AC    | Leon Douglas    | 1954 | 208  | 104  |
| 15    | Stati Uniti (bandiera) | GA    | Scott Wedman    | 1952 | 201  | 98   |
| 20    | Stati Uniti (bandiera) | GA    | Ernie Grunfeld  | 1955 | 198  | 95   |
| 22    | Stati Uniti (bandiera) | GA    | Gus Gerard      | 1953 | 203  | 91   |
| 24    | Stati Uniti (bandiera) | AC    | John Lambert    | 1953 | 208  | 102  |
| 43    | Stati Uniti (bandiera) | GA    | Hawkeye Whitney | 1957 | 196  | 107  |
| 43    | Stati Uniti (bandiera) | C     | Sam Lacey       | 1948 | 208  | 107  |
| 50    | Stati Uniti (bandiera) | AC    | Joe Meriweather | 1953 | 208  | 98   |
| 51    | Stati Uniti (bandiera) | A     | Reggie King     | 1957 | 198  | 102  |

## Staff tecnico
- Allenatore: Cotton Fitzsimmons
- Vice-allenatori: Frank Hamblen, Gary Fitzsimmons
- Preparatore atletico: Bill Jones